# 科贝格
科贝格是德国石勒苏益格－荷尔斯泰因州的一个市镇。总面积11.98平方公里，总人口752人，其中男性381人，女性371人（2011年12月31日），人口密度63人/平方公里。